# Legenda călărețului fără cap (film)
Legenda călărețului fără cap (engleză Sleepy Hollow) este un film american regizat de Tim Burton în anul 1999, gen horror, mister, în rolurile principale Johnny Depp, Christina Ricci, Miranda Richardson, scenariul Andrew Kevin Walker după povestirea The Legend of Sleepy Hollow scrisă de Washington Irving.

## Povestea
Potrivit legendei  călărețul a început să dea târcoale orașului. Când investigatorii de la New York au aflat că mai multe persoane au fost ucise, l-au trimis pe Ichabod Crane, un comisar foarte bun. El a venit la familia Van Tassel unde s-a cazat. Bineînțeles că Ichabod nu a crezut Legenda călărețului fără cap. El era un om care privea lucrurile din punct de vedere logic și științific. În copilărie mama lui a fost ucisă de tatăl său. Ichabod a avut coșmaruri toată viața și el nu mai avea nicio credință. Domnul Van Tassel i-a spus povestea despre călăreț, a crezut în ea abia când a fost martorul unei crime. Crane a întâlnit la familia Van Tassel pe Katrina Van Tassel și în scurt timp s-a îndrăgostit de ea. Katrina a fost cea care l-a ajutat pe Ichabod să dezlege misterul. Călărețul nu ataca la întâmplare, ci pe cei din familia Van Tassel deoarece era condus de către cea care avea capul acestuia, cea care îl avea era mama vitregă a Katrinei. A vrut să îi omoare deoarece i-ar fi revenit o avere. La sfârșit Crane s-a dus la New York cu Katrina și tânărul Masbath. Călărețul a dus-o pe mama vitrega a Katrinei cu el în iad deoarece a aflat că ea i-a furat capul.

## Distribuția
- Johnny Depp / Ichabod Crane
- Christina Ricci / Katrina Anne Van Tassel
- Lisa Marie / Lady Crane
- Miranda Richardson / Lady Van Tassel / Crone
- Ian McDiarmid / Dr. Thomas Lancaster
- Claire Skinner / Beth Killian
- Orlando Seale / Theodore
- Sam Fior / Ichabod, tânăr
- Casper Van Dien / Brom Van Brunt
- Mark Spalding / Jonathan Masbath
- Jessica Oyelowo / Sarah
- Sean Stephens / Thomas Killian
- Nicholas Hewetson / Glenn
- Marc Pickering / Masbath, tânără
- Tony Maudsley / Van Ripper
- Robert Sella / Dirk Van Garrett
- Steven Waddington / Killian
- Peter Guinness / lordul Crane
- Michael Gambon / Baltus Van Tassel
- Christopher Walken / Călărețul fără cap
- Jeffrey Jones / reverendul Steenwyck
- Tessa Allen-Ridge / tânăra Van Tassel
- Michael Gough / notarul Hardenbrook
- Richard Griffiths / Samuel Philipse
- Gabrielle Lloyd / soția doctorului Lancaster
- Paul Brightwell / Rifleman
- Martin Landau / Peter Van Garrett

## Coloana sonoră
Coloana sonoră este realizată de Danny Elfman și a câștigat Satellite Award.
1. Introduction
2. Main Titles
3. Young Ichabod
4. The Story...
5. Masbath's Terrible Death
6. Young Masbath ♦
7. Phony Chase ♦
8. Sweet Dreams
9. A Gift
10. Phillipse's Death ♦
11. Into The Woods/The Witch
12. Mysterious Figure ♦
13. More Dreams
14. The Tree of Death
15. Bad Dreams/Tender Moment
16. Evil Eye
17. The Church Battle
18. Love Lost
19. The Windmill
20. The Chase
21. The Final Confrontation
22. A New Day!
23. End Credits